# Schlotheimia nossi-beana
Schlotheimia nossi-beana là một loài rêu trong họ Orthotrichaceae. Loài này được Müll. Hal. mô tả khoa học đầu tiên năm 1880.